# Themsen
Themsen (engelska: River Thames eller The Thames [tɛmz]), är en flod i södra England. Den är 346 kilometer lång; avrinningsområdet täcker 12 935 kvadratkilometer. Themsens källa finns strax norr om byn Kemble i Gloucestershire, 110 meter över havet. Floden flyter österut genom bland annat Oxford, Reading, Slough och London. Den har sitt utlopp i Nordsjön. Medelflödet genom London är 66 kubikmeter i sekunden.

## Beskrivning

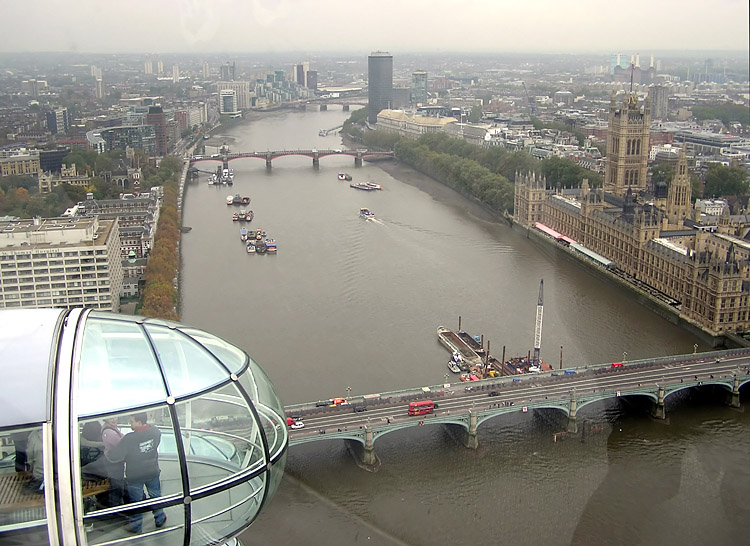
Themsen från The London Eye.

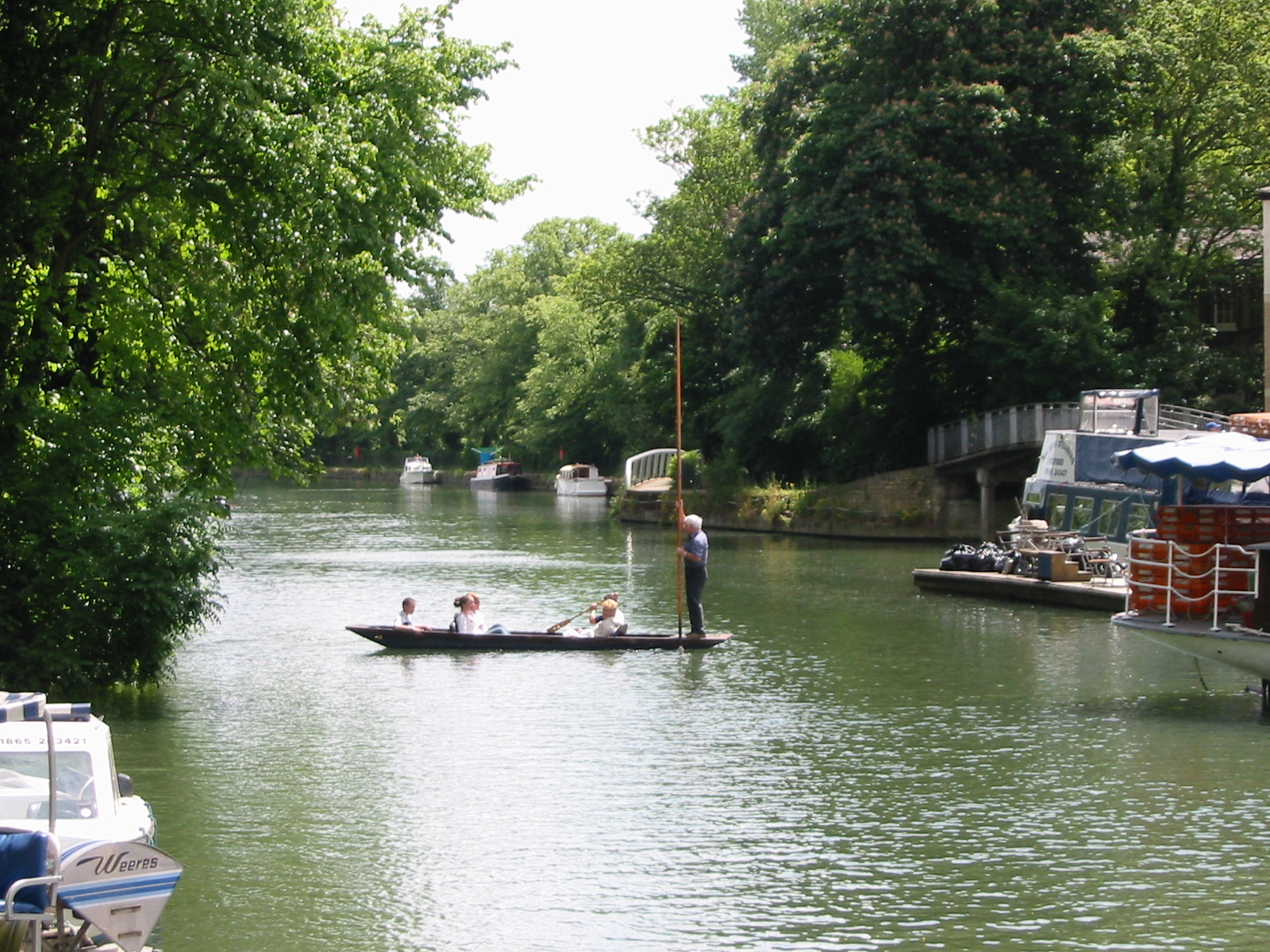
Themsen i Oxford.

Themsens källa finns strax norr om byn Kemble i Gloucestershire, 110 meter över havet. Floden flyter bland annat genom Oxford, Reading, Windsor och London. Den har sitt utlopp i Nordsjön. Themsen har en speciell betydelse för Storbritannien, i och med att den flyter genom landets huvudstad. Floden berörs av tidvattnet från Teddington Lock, som ligger ungefär nio mil från mynningen. I Themsen finns över 80 öar, och eftersom floden består av både sträckor med sötvatten och sträckor med bräckt vatten har den ett rikt djurliv.
Floden korsas av ett otal broar och tunnlar, många på platser som tidigare hade vadställen eller färjor. De tidigaste broarna, träbroar anlagda på romersk tid cirka år 50, fanns vid nuvarande London Bridge och Staines Bridge. Den första tunneln under floden, Thamestunneln, stod klar 1843.

## Betydelse
Themsen har varit till nytta för människan från källan till mynningen i tusentals år genom att floden har bidragit till bland annat försörjningen med mat och dryck och senare med vattenkraft. Themsen har spelat en viktig roll för Londons utveckling och ekonomiska tillväxt. Under 1800-talet leddes triangelhandeln och ostindiska kompanierna in i London på Themsen. Inom landet har dess längd och dess anknytning till det engelska kanalsystemet betytt mycket.
Flodens strategiska läge har gjort att den också har haft en viktig roll i den engelska historien. Genom århundradena har den varit en fysisk och politisk gräns. I senare tid har den kommit att bli viktig turismen och för friluftslivet, med fritidsaktiviteter som kanotfärder och andra utflykter på floden.
Floden har haft en speciell dragningskraft på författare, konstnärer, musiker och filmskapare. Den är också ett kärt ämne för olika meningsutbyten om dess lopp, dess nomenklatur och dess historia. Den mest kända romanen som utspelas på Themsen är förmodligen Tre män i en båt (1889) av Jerome K. Jerome.
Rodd är en viktig sport på floden; de mest kända roddtävlingarna som hålls på den är Henleyregattan och The Boat Race mellan lag från universiteten i Oxford och Cambridge.

## Djurliv
Ett flertal fågelarter lever i och omkring floden. Bland annat storskarv, gråtrut, skrattmås, knölsvan, gråhäger och kungsfiskare. Några introducerade arter är nilgås och halsbandsparakit. 
125 arter av fisk har (fram till augusti 2020) påträffats i floden, däribland europeisk ål och kortnosad sjöhäst.

## Översvämningar
I Themsen strax öster om Londons stadskärna ligger Thames Barrier som ska förhindra att storm- och springfloder ska översvämma London. Den senaste större översvämningen i London inträffade 1953, då 305 människor omkom. Enskilda barriärportar kan stängas på 10 minuter, men hela barriären stängs normalt på en och en halv timme.

## Namnet
Namnet Themsen, medelengelska Temese, kommer från det keltiska namnet på floden, Tamesas, på latin stavat Tamesis. Namnet betydde förmodligen 'mörk'. Flodnamnet har, på svenska såväl som på engelska, alltid uttalats med enkelt t-ljud, trots den nutida stavningen med th. I Oxford-trakten kallas floden traditionellt Isis, vilket i äldre tid var det allmänt etablerade namnet för hela den del av flodens sträckning som låg uppströms från Dorchester on Thames.